# Rémi Lefebvre
Rémi Lefebvre, född 27 september 1971 i Lens i Frankrike, är professor i statsvetenskap vid Lilles universitet.